# SD Gundam: G Generation Wars
SD Gundam: G Generation Wars (SDガンダム ジージェネレーション ウォーズ) est un jeu vidéo du type tactical RPG développé par Bandai et édité par Namco Bandai Games en août 2009 sur PlayStation 2 et Wii. C'est une adaptation en jeu vidéo de la série basée sur l'anime Mobile Suit Gundam et notamment Super Deformed Gundam,,.